# Albano Laziale
Albano Laziale é uma comuna italiana da região do Lácio, província de Roma, com cerca de 35.428 (Cens. 2001) habitantes. Estende-se por uma área de 23,80 km², tendo uma densidade populacional de 1.489 hab/km². Faz fronteira com Ardea, Ariccia, Castel Gandolfo, Rocca di Papa, Roma.
Nessa cidade, nasceu o papa Inocêncio I.

## Demografia
| Variação demográfica do município entre 1861 e 2011                               |
|                                                                                   |
| Fonte: Istituto Nazionale di Statistica (ISTAT) - Elaboração gráfica da Wikipedia |